# بوریس واسیلیف (دوچرخه‌سوار)
بوریس واسیلیف (روسی: Борис Алексеевич Васильев؛ ۱۵ ژانویهٔ ۱۹۳۷ – ۱۸ ژوئن ۲۰۰۰) ورزشکار دوچرخه‌سواری پیست اهل روسیه بود.
وی در مسابقات کشوری و بین‌المللی در مجموع برندهٔ ۱ مدال برنز شده‌است.